# Dysphania jessica
Dysphania jessica là một loài bướm đêm trong họ Geometridae.